# Montblainville
Montblainville település Franciaországban, Meuse megyében. Lakosainak száma 57 fő (2022. január 1.). Montblainville Apremont, Vienne-le-Château, Baulny, Charpentry és Varennes-en-Argonne községekkel határos.

## Népesség
A település népességének változása:
| Lakosok száma | 138  | 101  | 82   | 65   | 62   | 62   | 61   | 60   | 58   | 57   |
|               | 1968 | 1982 | 1990 | 2006 | 2013 | 2015 | 2017 | 2019 | 2020 | 2022 |